# Kemse
Kemse is een plaats (község) en gemeente in het Hongaarse comitaat Baranya. Kemse telt 72 inwoners (2001).